# Rubus depavitus
Rubus depavitus är en rosväxtart som beskrevs av Liberty Hyde Bailey. Rubus depavitus ingår i släktet rubusar, och familjen rosväxter. Inga underarter finns listade i Catalogue of Life.